# Berndt Schaller
John Berndt Schaller (* 28. August 1930 in Heidelberg; † 1. Mai 2020 in Göttingen) war ein deutscher evangelischer Theologe und Judaist.

## Leben und Wirken
Berndt Schaller wurde 1961 an der Universität Göttingen zum Dr. theol. promoviert und arbeitete dort anschließend als wissenschaftlicher Assistent bei Joachim Jeremias, Akademischer Rat und Oberrat. 1980 habilitierte er sich für „Judaistik einschließlich ihrer Bedeutung für die neutestamentliche Wissenschaft“. 1984 wurde er zum außerplanmäßigen Professor ernannt, 1993/1994 fungierte er als Dekan der Theologischen Fakultät, 1994 wurde er zum Hochschuldozenten ernannt, 1995 trat er in den Ruhestand. Er war darüber hinaus Lehrstuhlvertreter in Heidelberg (1979/1980), Hamburg (1981/1982) und Tübingen (1989) sowie Gastprofessor an der Hebräischen Universität Jerusalem (1990/1991).
Von 1985 bis 1997 war Schaller Mitglied der Kommission Kirche und Judentum der Evangelischen Kirche in Deutschland. Von 1998 bis 2007 war er evangelischer Präsident des Deutschen Koordinierungsrates der Gesellschaften für Christlich-Jüdische Zusammenarbeit.

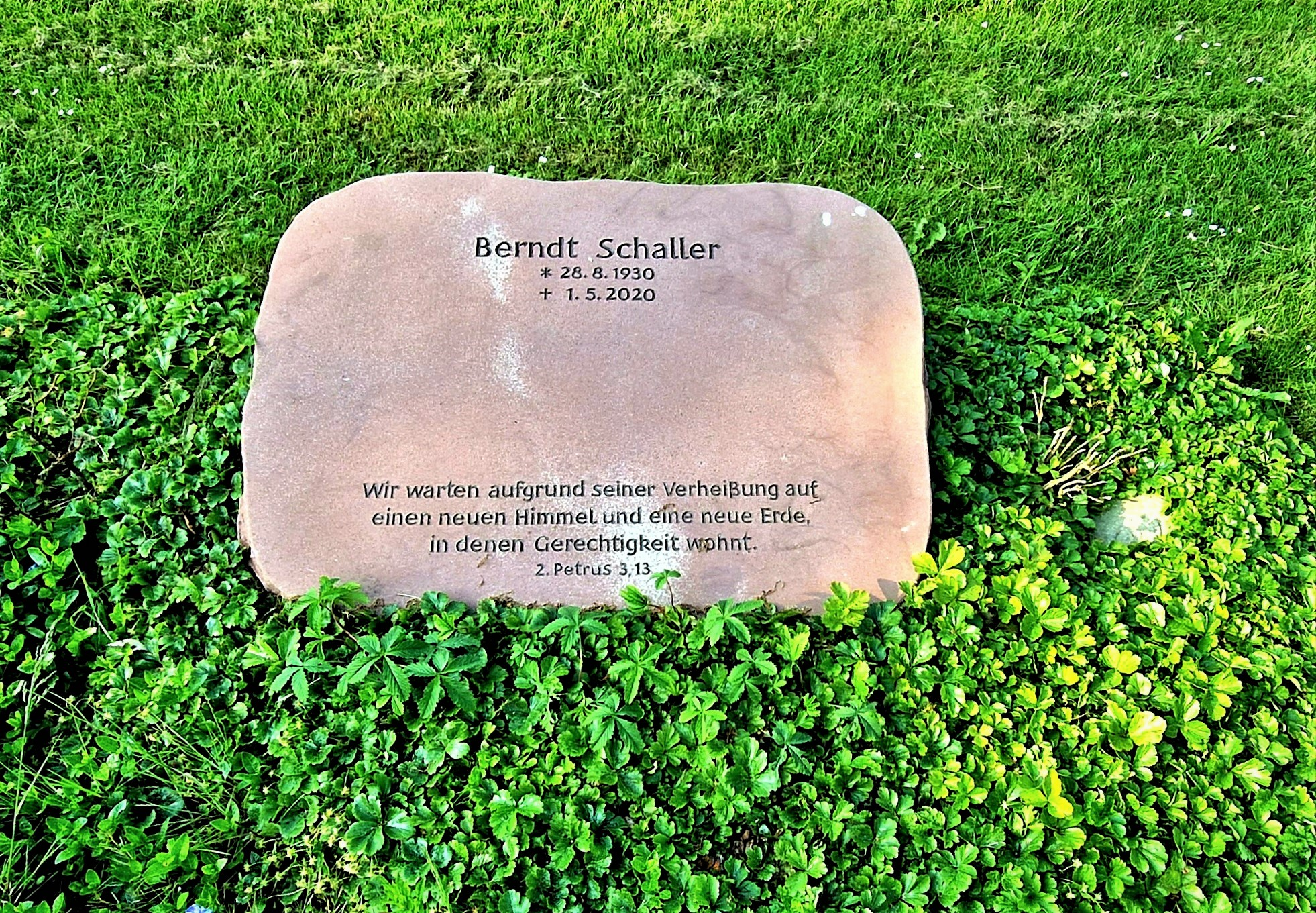
Grabstein Professor Berndt Schaller auf dem Friedhof Junkerberg Weende-Nord zu Göttingen

## Werke (Auswahl)
- Gen[esis] 1. 2 im antiken Judentum. Untersuchungen über Verwendung und Deutung der Schöpfungsaussagen von Gen. 1. 2 im antiken Judentum. Göttingen 1961 (Hochschulschrift Göttingen, Theologische Fakultät, Dissertation vom 2. April 1961).
- Jesus und der Sabbat. Franz-Delitzsch-Vorlesung 1992. Inst. Judaicum Delitzschianum, Münster 1994.
- mit Elmar Mittler (Hrsg.): Jüdischer Glaube, jüdisches Leben. Juden und Judentum in Stadt und Universität Göttingen. Wallstein-Verlag, Göttingen 1996, ISBN 3-89244-228-2.
- Fundamenta Judaica. Studien zum antiken Judentum und zum Neuen Testament. Hrsg. von Lutz Doering und Annette Steudel. Vandenhoeck und Ruprecht, Göttingen 2001, ISBN 3-525-53379-9 (Digitalisat).
- mit Jens Behnsen und Friedhelm Geyer: Zwischen den Mauern. Der jüdische Friedhof zu Goslar an der Glockengießerstraße. Dokumentation der Grabstätten und Inschriften. Hrsg.: Stadt Goslar, Fachbereich Kultur und Stadtgeschichte, Goslar [2003], ISBN 3-00-011100-X.
- Synagogen in Göttingen. Aufbrüche und Abbrüche jüdischen Lebens. [Georg-August-Universität Göttingen] Universitäts-Verlag Göttingen, Göttingen 2006, ISBN 3-938616-54-7. (Digitalisat auf univerlag.uni-goettingen.de, abgerufen am 2. April 2023)
- mit Eike Dietert: Im Steilhang. Der jüdische Friedhof zu Adelebsen. Erinnerung an eine zerstörte Gemeinschaft. Universitätsverlag Göttingen, Göttingen 2010, ISBN 978-3-941875-14-2. (Digitalisat auf univerlag.uni-goettingen.de, abgerufen am 2. April 2023)
- mit Bernhard Gelderblom: Die Juden von Hameln von ihren Anfängen im 13. Jahrhundert bis zu ihrer Vernichtung durch das NS-Regime. Anhang: Dokumentation der Grabsteine des jüdischen Friedhofs erstellt von Berndt Schaller zusammen mit Bernhard Gelderblom, Holzminden 2011.
- Christlich-akademische Judentumsforschung im Dienst der NS-Rassenideologie und -Politik, Der Fall des Karl Georg Kuhn. Vandenhoeck & Ruprecht, Göttingen 2021, ISBN 978-3-525-50355-3.